# Mozilla Chromeless
Проєкт Mozilla Chromeless розробляє ідею вилучення існуючого користувацького інтерфейсу браузера, щоб замінити його на гнучку платформу, яка дозволяє створення нового інтерфейсу користувача, використовуючі такі стандартні вебтехнології як HTML, CSS та JavaScript.
Chromeless є надбудовою над стандартним браузерним рушієм Gecko і позбавлений підсистеми "Chrome" (не плутати з браузером Chrome), відповідальної за формування користувацької оболонки (набір XUL-віджетів в Firefox). Замість користувацького інтерфейсу в Chromeless представлений спеціальний API для швидкого створення власних інтерфейсів, використовуючи стандартні вебтехнології — HTML, CSS і JavaScript. Код Chromeless базується на комбінації XULRunner з Jetpack SDK. Замість завантаження XUL здійснюється запуск HTML-файлу, якому надаються додаткові привілеї, такі як доступ до модуля CommonJS зі складу платформи Jetpack. CommonJS дозволяє дістатися до елементів в самому верху DOM-дерева, встановлювати обробники для специфічних для операційної системи меню або звертатися до функцій системи нотифікації.
На відміну від свого попередника проєкту Prism, проєкт Chromeless дозволяє не просто створювати одновіконний браузерний інтерфейс для певних вебзастосунків, а дає можливість створення повноцінних десктоп-застосунків з використанням вебтехнологій. Chromeless розвивається дуже інтенсивно і вже дозволяє забезпечити можливість вбудовування браузерного рушія для підготовки "встановлювальних" вебсайтів. Подальші плани Mozilla пов'язані із забезпеченням розвитку двох напрямів: створенням на базі Chromeless повноцінного продукту та забезпечення можливості розробки самодостатніх настільних застосунків на базі браузерних технологій.